# Pitcairnia bulbosa
Pitcairnia bulbosa är en gräsväxtart som beskrevs av Lyman Bradford Smith. Pitcairnia bulbosa ingår i släktet Pitcairnia och familjen Bromeliaceae. Inga underarter finns listade i Catalogue of Life.